# エリー・ボートマン
エリー・ボートマン（英：Ellie Boatman、1997年5月13日 - ）は、イングランドの女子ラグビーユニオン選手。

## プロフィール
- イングランド・フリムリー出身[1]。
- ポジションはスクラムハーフ(SH)。
- 身長は166センチメートル、体重は65キログラム。
- 7人制女子イングランド代表に選ばれたことがある[2]。

## 略歴
2024年、パリ五輪の7人制イギリス代表に選ばれた。